# Nawal Kishore Sharma
Nawal Kishore Sharma (ur. 5 lipca 1925 w Dausa, zm. 8 października 2012 w Jaipur) – polityk indyjski, działacz Indyjskiego Kongresu Narodowego, minister, parlamentarzysta, gubernator stanowy.

## Życiorys
Już jako student zaangażowany był w ruch niepodległościowy Indii. Uzyskał wykształcenie prawnicze i rolnicze, przez kilkadziesiąt lat był aktywny w życiu politycznym kraju, działał też jako redaktor prasy politycznej i publicysta. Zasiadał przez pięć kadencji (z przerwami) w izbie niższej parlamentu Lok Sabha (wybierany w 1968, 1971, 1980, 1984 i 1996), dwukrotnie był członkiem rządu federalnego (krótko minister finansów od listopada do grudnia 1984, minister ds. ropy i zasobów naturalnych 1985–1986), w latach 2004–2009 pełnił funkcję gubernatora stanu Gudźarat. Był też członkiem władz lokalnych miasta Jaipur. Wchodził w skład kierownictwa Indyjskiego Kongresu Narodowego, w tym jako sekretarz generalny prezydium partii w 2003.
Był żonaty z Munni Devi, miał dwóch synów, w tym Brija (ur. 22 czerwca 1947), członka zgromadzenia stanowego Radżastanu i ministra edukacji w rządzie stanu.